# قزل ایرماق (فیلم، ۱۹۴۶)
قزل ایرماق فیلمی ترکی به نویسندگی ناظم حکمت و کارگردانی محسن ارطغرل است که در سال ۱۹۴۶ فیلمبرداری شد . تهیه‌کننده آن فوات روتکای است.

## داستان
چوپان قبیله‌ی عشایری و دختر رئیس قبیله عاشق یکدیگر می‌شوند. رئیس قبیله به یک شرط ازدواج را می‌پذیرد، پس از اینکه به آنها نمک می‌دهد، چوپان باید گله‌اش را بدون نوشیدن آب از رودخانه عبور دهد. همانطور که او برای سفرش آماده می‌شود، پسر صاحب زمین، رئیس قبیله را مجبور می‌کند تا با هاتیجه ازدواج کند.

## موضوع
این داستان غم‌انگیز عشق بزرگ بین دختر یک اشراف‌زاده، خدیجه، و چوپان روستا، سلیم، را روایت می‌کند که به مرگ ختم می‌شود.